# Скьяффино, Рауль
Рау́ль Скьяффи́но (исп. Raúl Antonio Schiaffino; 7 декабря 1923, Монтевидео — 7 декабря 1982, Монтевидео) — уругвайский футболист, выступавший в «Пеньяроле» в 1940-е годы на позиции правого инсайда (нападающего). В составе сборной Уругвая сыграл на чемпионате Южной Америки 1946 года. Старший брат чемпиона мира 1950 года и величайшего футболиста Уругвая XX века Хуана Альберто Скьяффино. Лучший бомбардир чемпионата и лучший футболист Уругвая 1945 года.

## Биография
Рауль Скьяффино родился в семье итальянских эмигрантов. В возрасте 16 лет по просьбе отца, болельщика «Насьоналя», пошёл в футбольную школу этого клуба, где сразу прошёл отбор, но вскоре Рауль перестал посещать тренировки молодёжного состава по той причине, что ему не нравилась атмосфера в этой команде. Спустя некоторое время стал игроком молодёжного состава «Пеньяроля», в котором и занимался до 1943 года.
В 1944 году Рауль стал пробиваться в основу «Пеньяроля», вместе с коллективом завоевав свой первый титул чемпиона Уругвая. Но по-настоящему Скьяффино раскрылся в следующем году. «Карбонерос» под руководством Альберто Суппичи в 18 матчах одержал 15 побед, 1 раз сыграл вничью и уступил лишь в двух играх. Лидером атак в сезоне 1945 стал Рауль Скьяффино, забивший в этих 18 играх 21 гол. Столько же забил игрок «Сентраля» Николас Фалеро, присоединившийся к «Пеньяролю» по окончании сезона.
В 1946 году Рауль Скьяффино выступил на чемпионате Южной Америки, где Селесте заняла 4-е место. Тото сыграл во всех матчах сборной и отметился забитым голом в ворота сборной Парагвая (поражение 1:2). Этот гол стал единственным в матчах за сборную для Рауля Скьяффино.
В 1946 году в составе «Пеньяроля» уже стал расцветать талант младшего брата Рауля, Хуана Альберто Скьяффино. «Пеньяроль» мощно начал сезон 1946. В первой игре «чёрно-золотые» разгромили «Мирамар» 8:0 (на счету Рауля 3 забитых гола), затем пал «Прогресо» 4:1, а в третьей игре против «Рамплы Хуниорс» (3:0) Рауль получил серьёзную травму колена.

Я продолжал играть и даже забил гол. Но когда врачи осмотрели меня после игры, диагноз вызвал слёзы.— Рауль Скьяффино, 
Через месяц, 29 сентября, Рауль вновь появился на поле, против «Уондерерс», но разрыв связок не был до конца вылечен и после этого вновь отправился на лечение. Через месяц Рауль вновь появился на поле, сыграл три игры, но 10 ноября в игре против «Ривер Плейта» получил очередную травму. На этом карьера Рауля практически оборвалась, а связка братьев Скьяффино больше никогда не появлялась на поле вместе.

Только я начинал играть, как сразу чувствовал тяжесть [в ноге]. Это был конец моей карьеры. В следующем году в начале сезона я провёл ещё семь игр, но эту травму было очень тяжело излечить. У меня также обнаружилась склонность к полноте. В возрасте 23 лет мне нужно было более внимательно относиться к организму, но я не достаточно позаботился об этом.— Рауль Скьяффино, 
Рауль продолжал периодически появляться на поле вплоть до 1949 года. Выиграл с «Ауринегрос» два предсезонных турнира — Кубок Компетенсия — в 1947 и 1949 годах. Был в заявке «Пеньяроля» в чемпионском 1949 году, но на поле не выходил даже несмотря на подавляющее преимущество «Машины-1949» над соперниками. Прозвище «Маленький маэстро», данное болельщиками Раулю в честь Хосе Пьендибене за внешнее сходство и стиль игры, перекочевало к Хуану Альберто.

## Титулы
- Чемпион Уругвая (2): 1944, 1945
- Победитель Кубка Компетенсия (3): 1946, 1947, 1949
- Лучший бомбардир чемпионата Уругвая: 1945
- Футболист года в Уругвае: 1945